# Mavrovo-tó
A Mavrovo-tó (macedónul: Мавровско Езеро; albánul: Liqen/-i i Mavrovës) a 20. század közepén épült víztározó Észak-Macedónia nyugati részén. Az Opština Mavrovo i Rostuša nevű tározóhoz tartozik, és a Mavrovo Nemzeti Park közepén, Mavrovo i Rosztusa területén, a Mavrovo-völgyben található. A környező hegyvonulatok az Adriai-tenger szintje feletti 2000 méteres magasságot is elérik, és részben a Šar-hegység masszívumához (északon), részben a Bisztra masszívumhoz (délen) tartoznak. Ez utóbbi légvonalban mindössze 20 kilométerre nyugatra fekszik a tótól. A Mavrovo-tó 13,7 négyzetkilométeres vízfelületével az ország egyik legnagyobb tava. Legmélyebb pontján 48 méter mély.
Mavrovi Anovi, Leunovo, Nikiforovo és Mavrovo a tóparti falvak közé tartozik. Ezekben a falvakban együttesen mintegy 340 állandó lakos él.

## Története
Amikor a Mavrovska Reka folyót a 48 méteres gáttal felduzzasztották, a nagy Mavrovo-völgy megtelt vízzel, és kialakult a 10 kilométer hosszú és 3 kilométer széles Mavrovo-tó, melynek vízszintje a tengerszint felett 1233 méteres magasságban található. 1957-ben a tótól északkeletre, Gosztivar közelében fekvő Vrutokban épült egy vízerőmű, amelyet egy öt kilométer hosszú csatorna köt össze a tóval, amely mintegy 600 méterrel magasabban fekszik. 1959-ben további erőműveket építettek be Ravenben Vrutoktól északra, és Vrbenben a gát közelében. Mindhárom erőmű évi 390 millió kilowattóra termelési kapacitással rendelkezik.

## Turizmus
A környező hegyvidéki régiókkal együtt a Mavrovo-tó népszerű üdülőhely, és teljes egészében természetvédelmi terület. Nyáron a fürdőző és túrázó turistákat vonzza, télen pedig a havas sportok szerelmesei a Mavrovo falu fölött található Zare Lazarevski síközpontot keresik fel.
Az egyik leglenyűgözőbb dolog, amitől elakad a lélegzete, az a tóba süllyesztett templom. A tetőnek és a harangtoronynak csak egy kis része látszik a tóból. A mavrovoi Szent Nikola-templom 1850-ben épült, és 103 évig kiváló állapotban volt. A Mavrovo-tó létrehozásakor az ott lévő régi falvak nagy részét elárasztották, ezek között az épületek között volt a templom is. A helyszín különlegessége, hogy rejtélyes módon csak a templom maradt meg, míg a többi épület elpusztult (hasonló módon az erdélyi Bözödújfaluhoz). Ritkán van lehetőségünk meglátogatni a templom belsejét, mert az év nagy részében víz alatt áll. Csak ritka pillanatokban, amikor a tavat leengedik, lehet belépni a templom belsejébe.

## Galéria

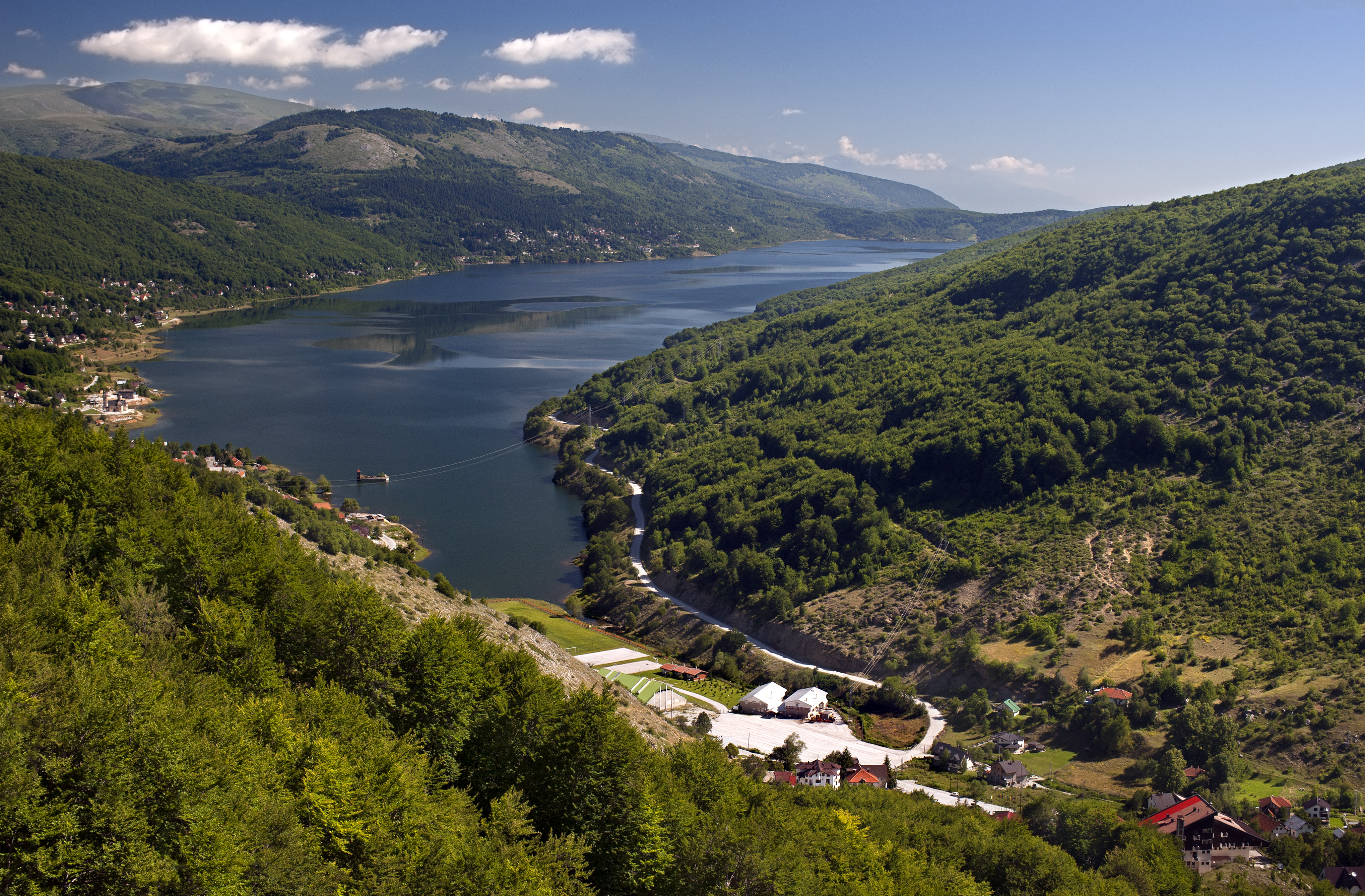
A tó látképe
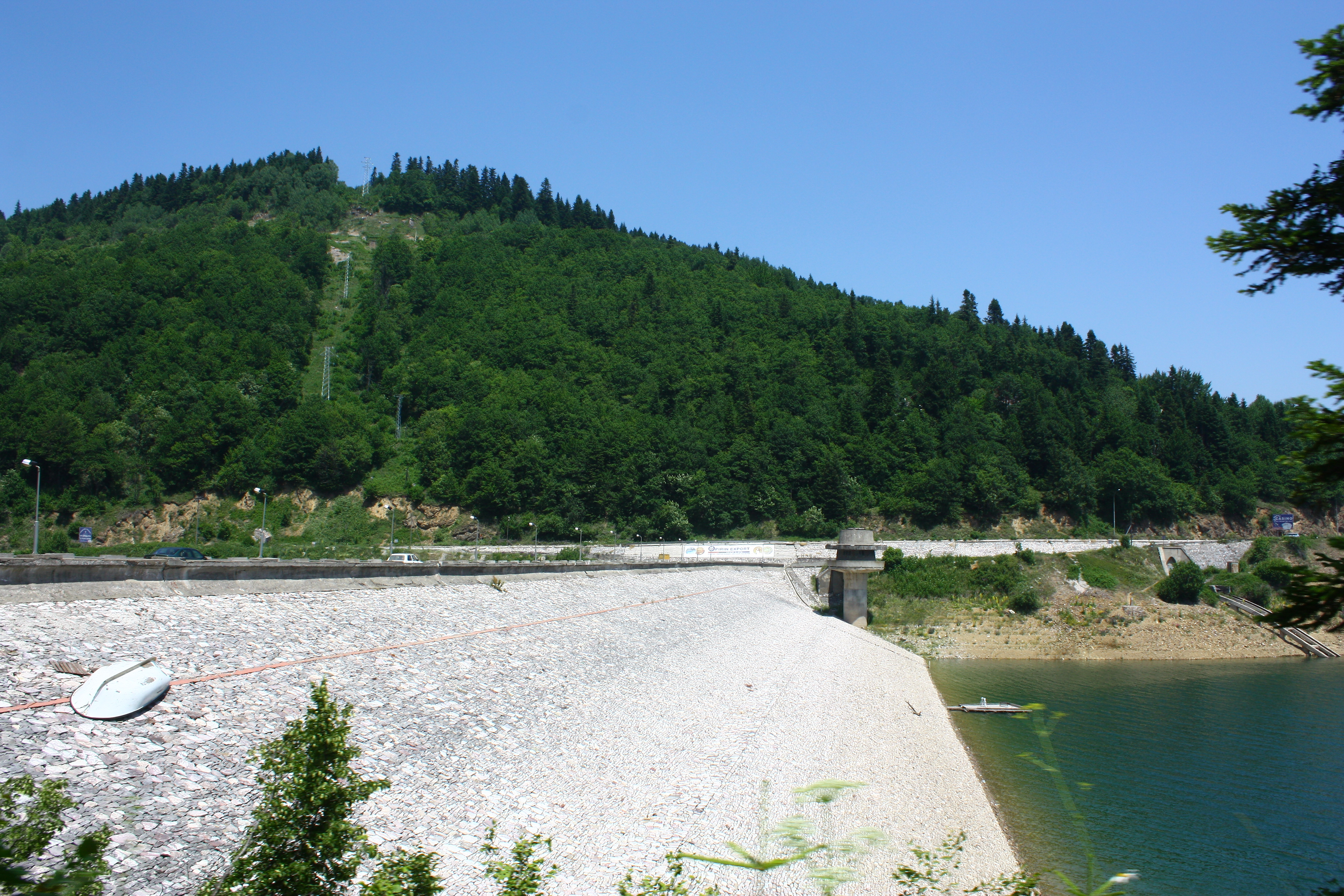
A völgyzáró gát
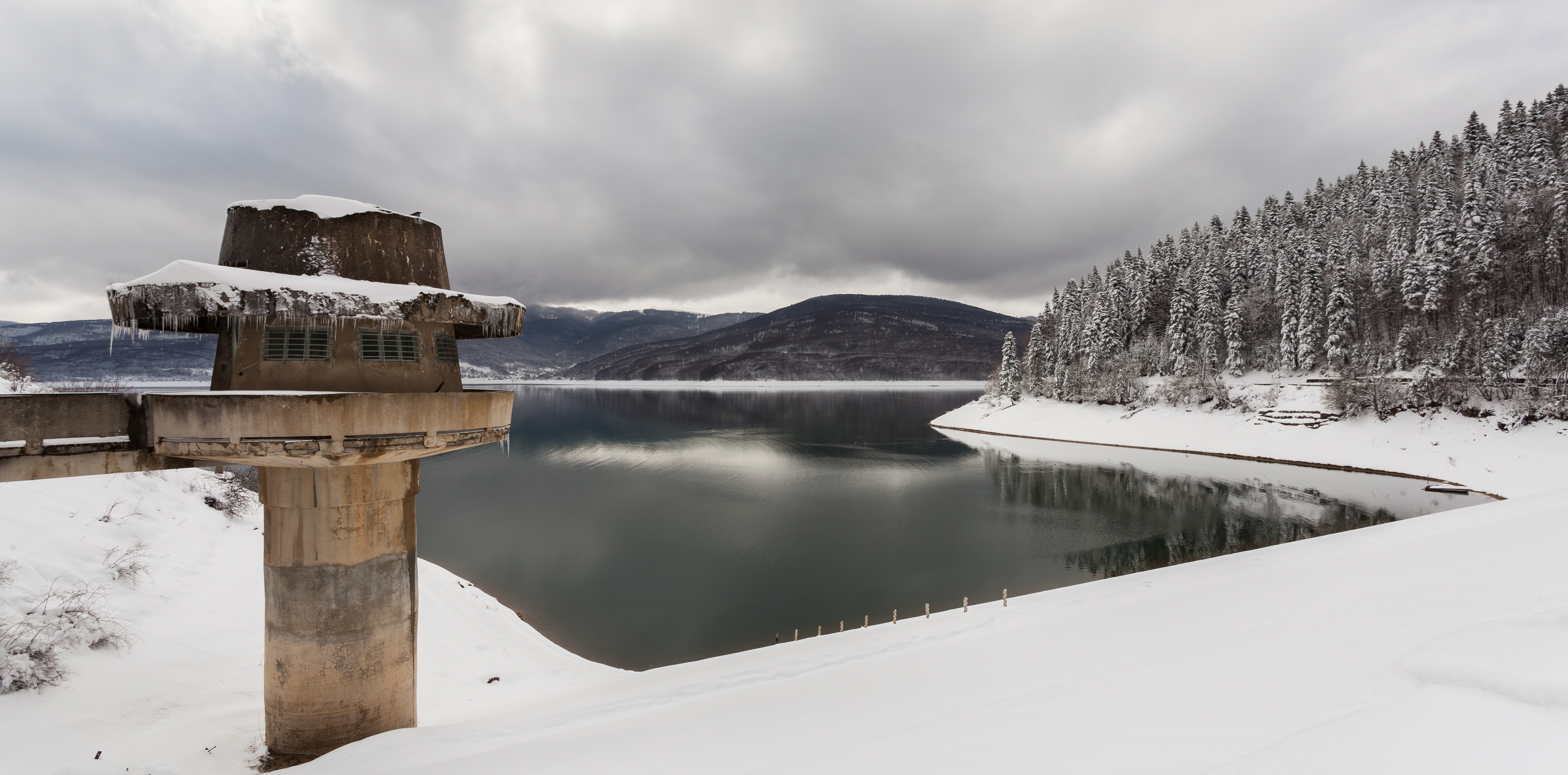
A gát irányítótornya télen
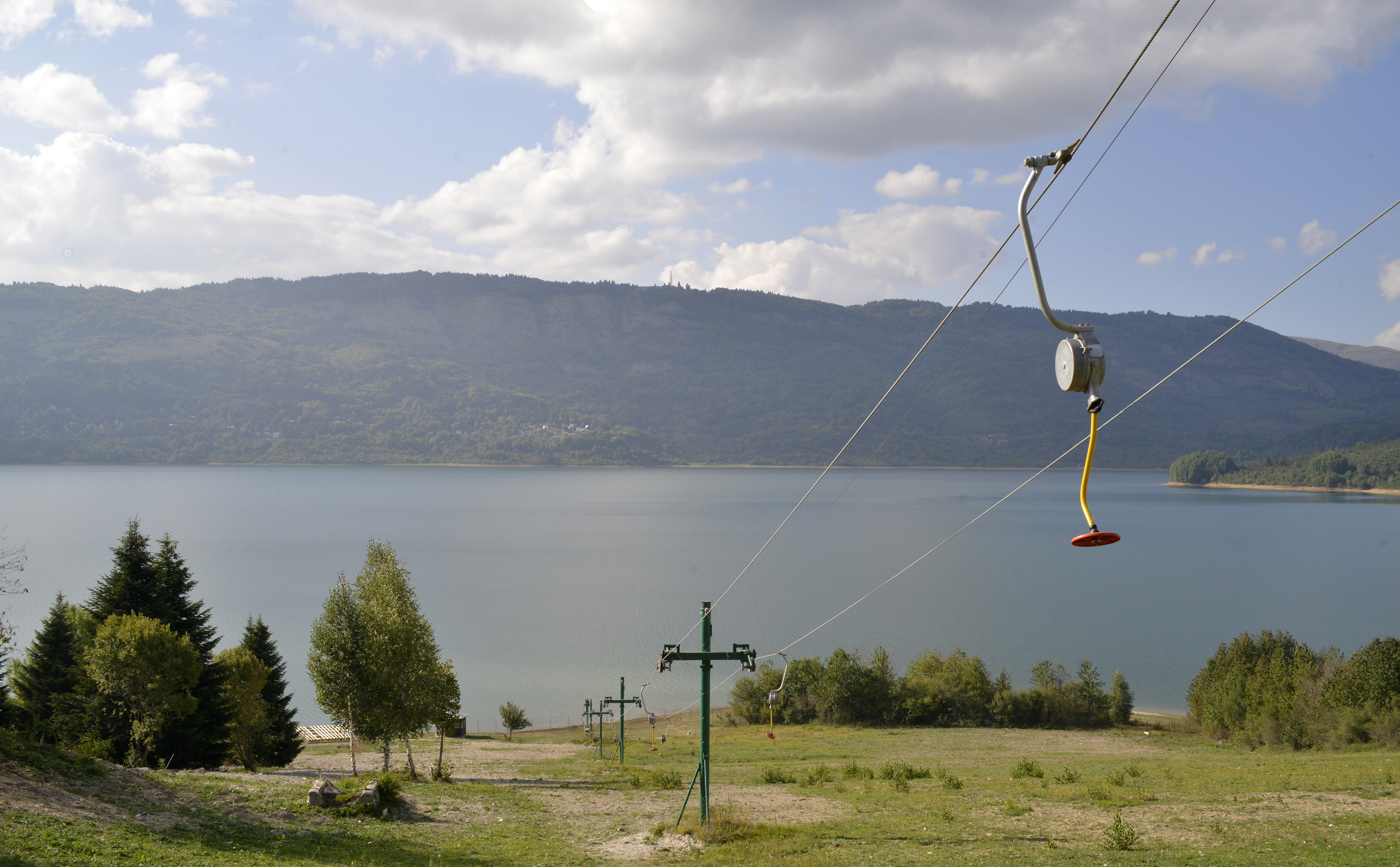
A sípálya felvonója
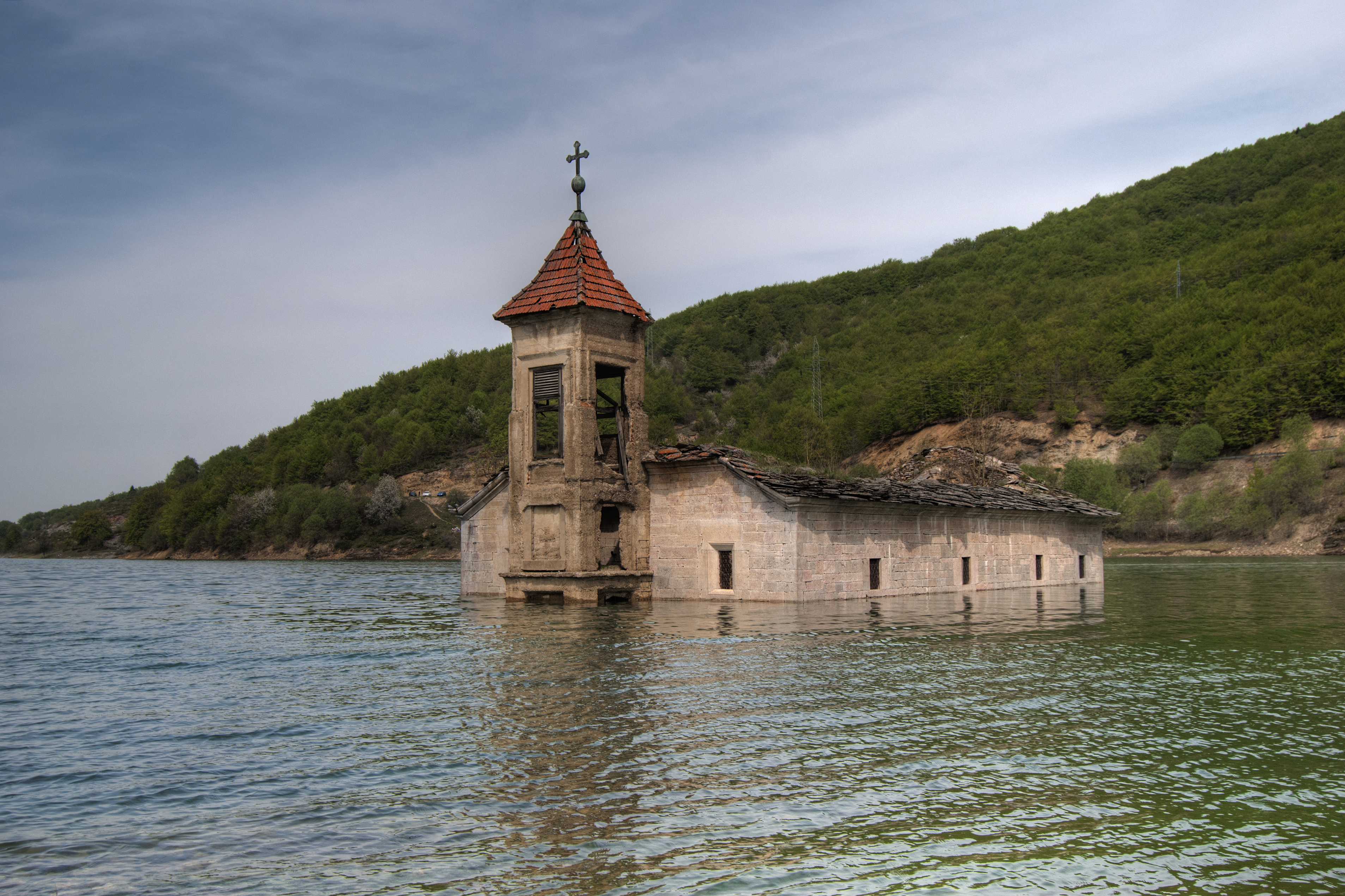
Az elárasztott templom maradványai

## Fordítás
- Ez a szócikk részben vagy egészben  a   Mavrovosee című német Wikipédia-szócikk ezen változatának fordításán alapul.  Az eredeti cikk szerkesztőit annak laptörténete sorolja fel. Ez a jelzés csupán a megfogalmazás eredetét és a szerzői jogokat jelzi, nem szolgál a cikkben szereplő információk forrásmegjelöléseként.